# The Sandmen
Сендмен (енгл. The Sandmen) је данска рок група, основана у Копенхагену 1985. године. Након 10 година постојања и седам албума, 6 студијских и једним где уживо свирају, група се распала 1995. године. До наставка сарадње је дошло осам година касније, у 2003. години, када су издали колекцију хитова под називом "Beauties and Beasts".

## Дискографија
- The Sandmen (Гардн рекордс, 1987)
- Western Blood (Гардн рекордс, 1988)
- Western Blood (за САД тржиште) (A&M, 1989)
- Gimme Gimme (Гардн рекордс, 1990)
- Sleepyhead (EMI, 1992)
- Live (EMI, 1993)
- In The House Of Secrets (EMI, 1994)
- Beauties and Beasts (Best of + rarities) (EMI, 2003)
- White Trash Red
- Front (EMI, 2006)
- Shine (EMI, 2008)